# 1848年憲法

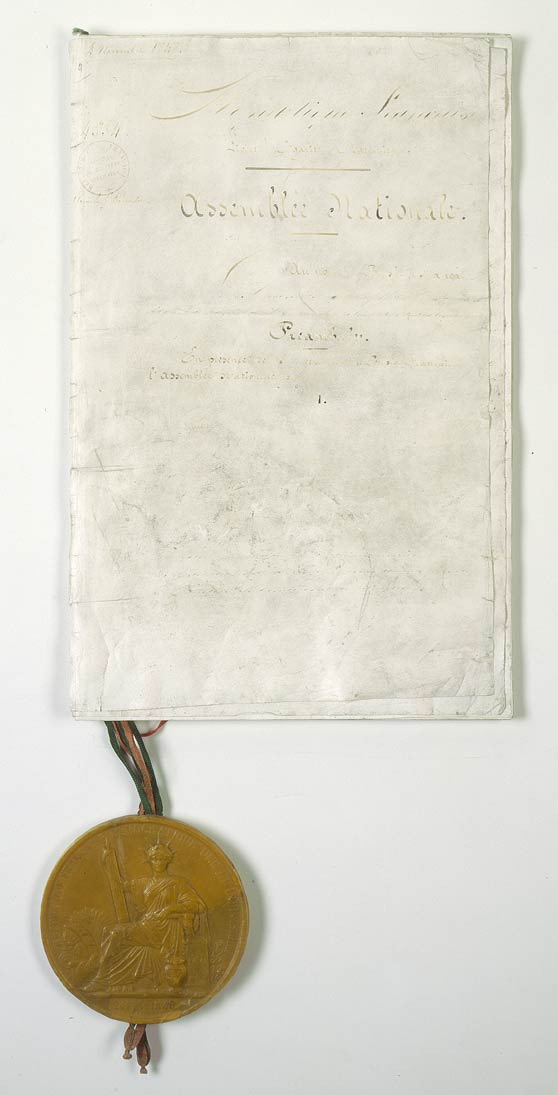
1848年憲法

1848年憲法（フランス語: Constitution de 1848）とは、1848年に制定されたフランス第二共和政の憲法である。1851年末にルイ・ナポレオン大統領のクーデターで廃されるまで続いた。

## 概要
1848年8月30日に憲法草案が議会に提出され、11月4日に採択された。大統領制を採用しており、立法議会の議員も大統領も、男子普通選挙を通じた投票によって選出される。議員の任期は3年、大統領の任期は4年であり、大統領の連続再選は認められない。
議会は大統領が行政権を行使することを抑止することができず、大統領によって組織された内閣を罷免することもできない一方で、大統領は議会運営に対して何らかの権限を行使することができない。このため、民意に立脚して選出された両者が、権限において相互に牽制できないという問題点を抱えており、議会と大統領の方針が対立すると、その調停を図ることが困難であった。
実際、この憲法の下で大統領に選出されたルイ・ナポレオンと議会の対立は深まる一方であった。大統領の続投が禁じられていたこともあり、ついには1851年にルイ・ナポレオンがクーデターを決行し、同年の12月に議会を解散させた。
こうして1848年憲法は廃され、1852年1月14日に新憲法（1852年憲法）が公布されることになった。